# Universidad Católica Sedes Sapientiae
La Universidad Católica Sedes Sapientiae (UCSS) es una universidad católica peruana fundada en 1998 por iniciativa de la diócesis de Carabayllo. Su sede principal se localiza en el distrito limeño de Los Olivos. Cuenta además, con sedes en Atalaya (Ucayali), Chulucanas (Piura), Huacho (Lima), Vegueta (Lima), Nueva Cajamarca (San Martín) y en la ciudad de Tarma, (Junín).
En julio de 2019, la UCSS se ubicó en el puesto número 33 entre las universidades peruanas según el ranking de Webometrics.

## Historia
Fue fundada el 31 de mayo de 1998 por el obispo de la diócesis de Carabayllo, Lino Panizza Richero, y aprobada el 27 de diciembre de 1999 por Resolución N.º 688-99 CONAFU. El 12 de septiembre de 2018, recibió el licenciamiento de la Superintendencia Nacional de Educación Superior Universitaria (Sunedu), mediante Resolución del Consejo Directivo N.° 117-2018-SUNEDU/CD.

## Áreas académicas

### Pregrado
| Facultades                                    | Programas académicos                                |
| --------------------------------------------- | --------------------------------------------------- |
| Ciencias Económicas y Comerciales (FCEC)      | Administración                                      |
| Ciencias Económicas y Comerciales (FCEC)      | Contabilidad                                        |
| Ciencias Económicas y Comerciales (FCEC)      | Economía                                            |
| Ciencias Económicas y Comerciales (FCEC)      | Administración y Negocios Internacionales           |
| Ciencias de la Educación y Humanidades (FCEH) | Educación Inicial                                   |
| Ciencias de la Educación y Humanidades (FCEH) | Educación Primaria                                  |
| Ciencias de la Educación y Humanidades (FCEH) | Educación Especial                                  |
| Ciencias de la Educación y Humanidades (FCEH) | Educación Secundaria                                |
| Ciencias de la Educación y Humanidades (FCEH) | Turismo y Patrimonio Cultural                       |
| Ciencias de la Educación y Humanidades (FCEH) | Archivística y Gestión Documental                   |
| Ciencias de la Educación y Humanidades (FCEH) | Educación Básica Bilingüe Intercultural (EBI)       |
| Ciencias de la Salud (FCS)                    | Enfermería                                          |
| Ciencias de la Salud (FCS)                    | Psicología                                          |
| Ciencias de la Salud (FCS)                    | Nutrición y Dietética                               |
| Ciencias de la Salud (FCS)                    | Tecnología Médica - Terapia Física y Rehabilitación |
| Ingeniería (FI)                               | Ingeniería Informática                              |
| Ingeniería (FI)                               | Ingeniería de Sistemas                              |
| Ingeniería (FI)                               | Ingeniería Industrial                               |
| Ingeniería (FI)                               | Ingeniería Civil                                    |
| Ingeniería Agraria (FIA)                      | Agronomía                                           |
| Ingeniería Agraria (FIA)                      | Ingeniería Ambiental                                |
| Ingeniería Agraria (FIA)                      | Ingeniería Agroforestal                             |
| Ingeniería Agraria (FIA)                      | Ingeniería Agroindustrial y de Biocomercio          |
| Derecho y Ciencias Políticas (FDCP)           | Derecho                                             |

### Posgrado

#### Maestrías
| Área                              | Programas académicos                                           |
| --------------------------------- | -------------------------------------------------------------- |
| Ciencias Económicas y Comerciales | MBA Internacional                                              |
| Ciencias Económicas y Comerciales | Administración Pública                                         |
| Ciencias Económicas y Comerciales | Economía y Gestión (en Italia)                                 |
| Educación y Humanidades           | Literatura Infantil - Juvenil y Animación a la Lectura         |
| Educación y Humanidades           | Estimulación Temprana y Tutoría Familiar                       |
| Educación y Humanidades           | Psicopedagogía de la Lectoescritura y Procesos del Aprendizaje |

## Investigación
- Centro de Investigación y Desarrollo Innovador para la Regionalización

## Rankings académicos
En los últimos años se ha generalizado el uso de rankings universitarios internacionales para evaluar el desempeño de las universidades a nivel nacional y mundial; siendo estos rankings clasificaciones académicas que ubican a las instituciones de acuerdo a una metodología científica de tipo bibliométrica que incluye criterios objetivos medibles y reproducibles, tomando en cuenta por ejemplo: la reputación académica, la reputación de empleabilidad para los egresantes, la citas de investigación a sus repositorios y su impacto en la web. Del total de 92 universidades licenciadas en el Perú, la Universidad Católica Sedes Sapientiae se ha ubicado regularmente dentro del tercio medio a nivel nacional en determinados rankings universitarios internacionales.
La siguiente tabla muestra la posición de la universidad en la clasificación Webométrica a nivel nacional y mundial:
| Universidad                           | 2012       | 2013       | 2014      | 2015       | 2016      | 2017      | 2018      | 2019      | 2020      | 2021      |
| ------------------------------------- | ---------- | ---------- | --------- | ---------- | --------- | --------- | --------- | --------- | --------- | --------- |
| Universidad Católica Sedes Sapientiae | 54 (10390) | 43 (10538) | 40 (9588) | 57 (12630) | 15 (5082) | 26 (7464) | 30 (7618) | 33 (7671) | 39 (9144) | 43 (9478) |